# Ennordres
 Ennordres  es una población y comuna francesa, situada en la región de  Centro, departamento de Cher, en el distrito de Vierzon y cantón de La Chapelle-d'Angillon.

## Demografía
| 482 | 396 | 307 | 589 | 242 | 249 |
| Para los censos de 1962 a 1999 la población legal corresponde a la población sin duplicidades (Fuente: INSEE [Consultar]) |     |     |     |     |     |